# Werner Rosenberg
Pour les articles homonymes, voir Rosenberg.
Werner Rosenberg (1913-1988), dit Vero, est un photographe humaniste et photojournaliste français d'origine allemande.

## Biographie
Werner Rosenberg se passionne pour la photographie dès l'âge de quinze ans. En 1933, juif allemand fuyant le nazisme, il se rend à Paris. Il y vit de la photographie, réalisant des portraits et des photographies industrielles, et collaborant au magazine Vu (1928-1940), sous le pseudonyme « Vero ». Il est naturalisé français en 1939.
Pendant la Seconde Guerre mondiale et l'occupation allemande, il rejoint le mouvement de résistance les Compagnons de France et prend l'identité de Michel Thibault pour se protéger. Dénoncé en 1943, il est contraint de se cacher dans la campagne iséroise.
Après la guerre, il revient vivre avec sa famille à Paris en tant que photographe indépendant, fournissant des illustrations et des reportages pour la presse catholique.
En 1955, sa photographie en contre-jour d'une femme dansant une ronde avec des enfants dans une clairière de jeunes arbres à la lumière de la fin d'après-midi a été sélectionnée par Edward Steichen pour l'exposition itinérante The Family of Man qu'il a organisée pour le Museum of Modern Art, et qui a été vue par neuf millions de visiteurs.
La réticence de Rosenberg à faire connaître son travail a fait que depuis les années 1960, il a été largement négligé, malgré sa production considérable et la qualité constante de sa photographie de rue en particulier. Ce n'est qu'en 1999, lorsqu'une monographie publiée à titre posthume par son fils Christophe Rosenberg « 200 clichés pour un nouveau millénaire » que le photographe « Vero » sort de l’oubli. Les deux cents photographies monochromes, réalisées dans le genre de la photographie humaniste et dont beaucoup prises en Isère, montrent la vie rurale et urbaine en France de 1945 à 1970.

## Publication
Rosenberg, WA, & Merlen, E. (1999). 200 clichés pour un nouveau millénaire. Claix : Editions Didier Richard.